# Vilacís
Vilacís fou una masia del terme municipal de Castellcir, al Moianès.
Estava situada al nord-est del sector central del terme, al nord-est del Carrer de l'Amargura i a prop i al nord de Sant Andreu de Castellcir. És a la dreta de la riera de Castellcir, al peu del camí que mena al Castell de Castellcir. És al costat nord-oest de Ca l'Antoja.
Segons alguns autors, Vilacís i Sant Miquel d'Argelaguer és el que queda del castell conegut com a Castell del Tenes, esmentat des del 898. Les restes conservades són de, almenys, tres elements arquitectònics datables als segles xii i xiii. Una d'elles ha estat identificada com la capella de Sant Miquel d'Argelaguer, i una altra, de parets més gruixudes i amb presència d'opus spicatum en el seu aparell constructiu, pot correspondre al Castell del Tenes.